# Koupa-Matapit
Koupa-Matapit (ou Nkoupa Matapit) est une localité de l'arrondissement de Foumban au Cameroun située dans le département du Noun et la Région de l'Ouest, sur la route qui relie Foumban à Njitapon.

## Géographie
La localité est située sur la route provinciale P20 (axe Jakiri-Foumban) à 14 km à l'ouest du chef-lieu communal Foumban.

## Population
En 1967, la localité comptait 3 567 habitants, principalement des Bamoun. Lors du recensement de 2005, on y a dénombré 8 327 personnes.

## Infrastructures
Koupa-Matapit dispose d'une brigade de gendarmerie, d'un centre d'état civil, d'un hôpital dirigé par un médecin chef, d'une mutuelle de santé, d'établissements scolaires publics (12 écoles primaires publiques, une école protestante, une école franco-arabe, un lycée d'enseignement général, un Collège d'enseignement technique industriel et commercial (CETIC)), d'un marché hebdomadaire qui se tient le jeudi, d'une ferme aquacole.

## Culture
Le 23 juillet 2011, l'Association des parents jumeaux a célébré la fête des jumeaux à Koupa-Matapit.